# إسكندر حشيشة
إسكندر حشيشة (ولد في 21 مارس 1972) هو لاعب جودو تونسي سابق.

## وصلات خارجية
- إسكندر حشيشة على موقع JudoInside.com (الإنجليزية)
- إسكندر حشيشة على موقع أوليمبيديا (الإنجليزية)

- إسكندر حشيشة في JudoInside